# Haven van Nador

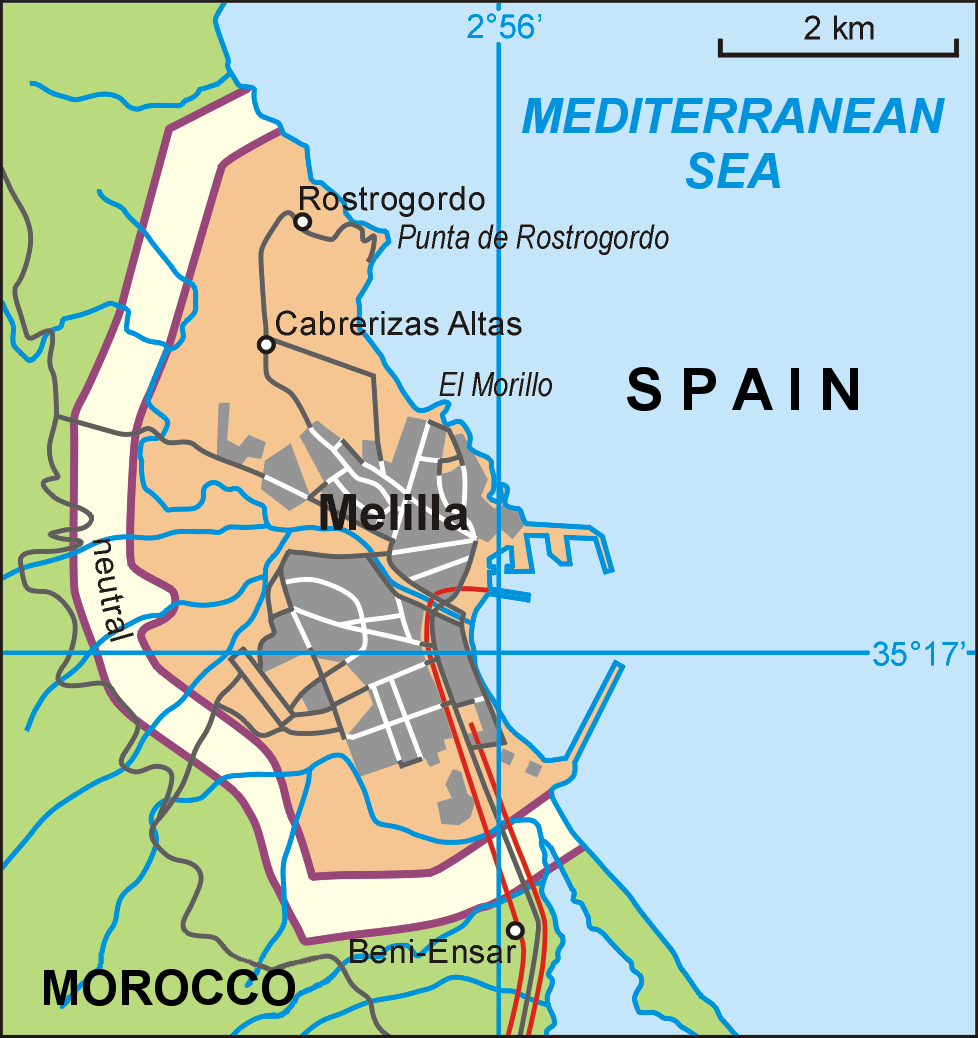
Kaart van Melilla

De Haven van Nador is een commerciële zeehaven van de Marokkaanse stad Nador.

## Locatie
De haven ligt in Beni Ansar op ongeveer 10 kilometer ten noordwesten van Nador zelf. Nador haven grenst direct aan de Spaanse enclave Melilla. De haven ligt in de Zuidoostelijke hoek van het gebied binnen de pieren, de rest van de oppervlakte behoort tot de haven van Melilla.

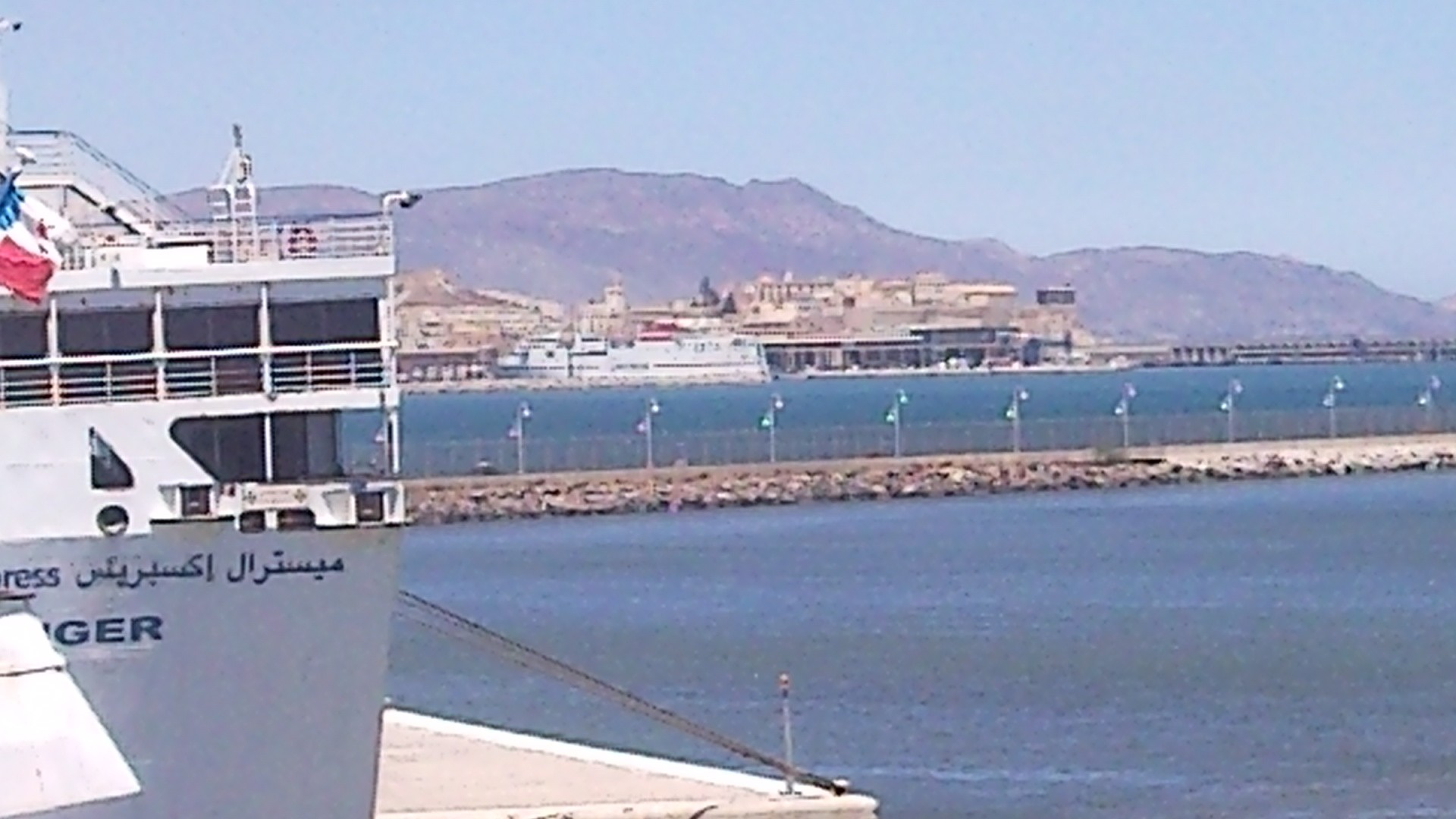
Achter de veerboot de grens tussen Marokko en Melilla

## Gebruik
De haven is in gebruik als een vissershaven, goederenhaven voor bulk, erts en petroleum. Ten slotte is er nog een passagiers-terminal voor veerboten.
In 2007 werd 2,7 miljoen ton aan goederen overgeslagen: 1,7 miljoen ton inkomend en ongeveer 1 miljoen ton uitgaand.

### Bulkgoederen
De haven heeft 700 meter kade aan diep water (13 meter) en nog 300 meter met een diepte van 10 meter. Deze haven wordt vooral gebruikt voor ijzererts en aanverwante goederen voor de ijzersmelterij SONASID, kolen voor de elektriciteitscentrale en andere bulkgoederen voor de lokale cementindustrie.
Export goederen zijn vooral citrusvruchten en grondstoffen als klei, lood, bariet en bentoniet
De twee goederen-terminals hebben twee grote kranen met een capaciteit van 38 ton en 6 kleinere kranen.

### Petroleum haven
Er is 100 meter kade voor olietankers. De maximale diepgang voor deze schepen is 13 meter.

### Visserij
In de haven is ook een vissers-haven ingericht. Voor de echte kleine vissersbootjes die alleen dicht onder de kust varen is er ook een mogelijkheid om de kleine haven in Nador zelf te gebruiken, maar voor de rest van de vloot is er ruimte in Nador Haven.

### Veerboten

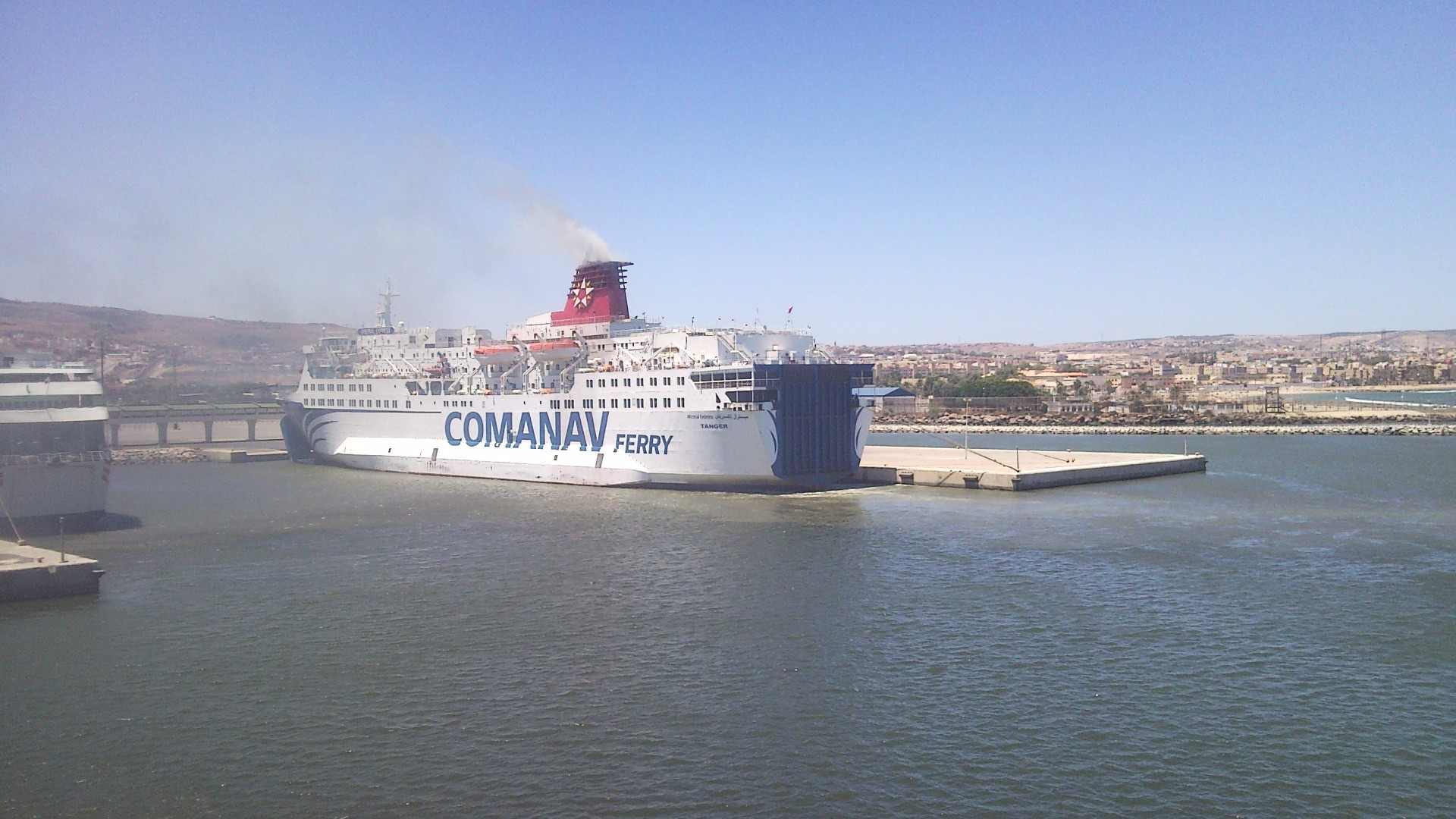
Veerboten in de Haven van Nador.

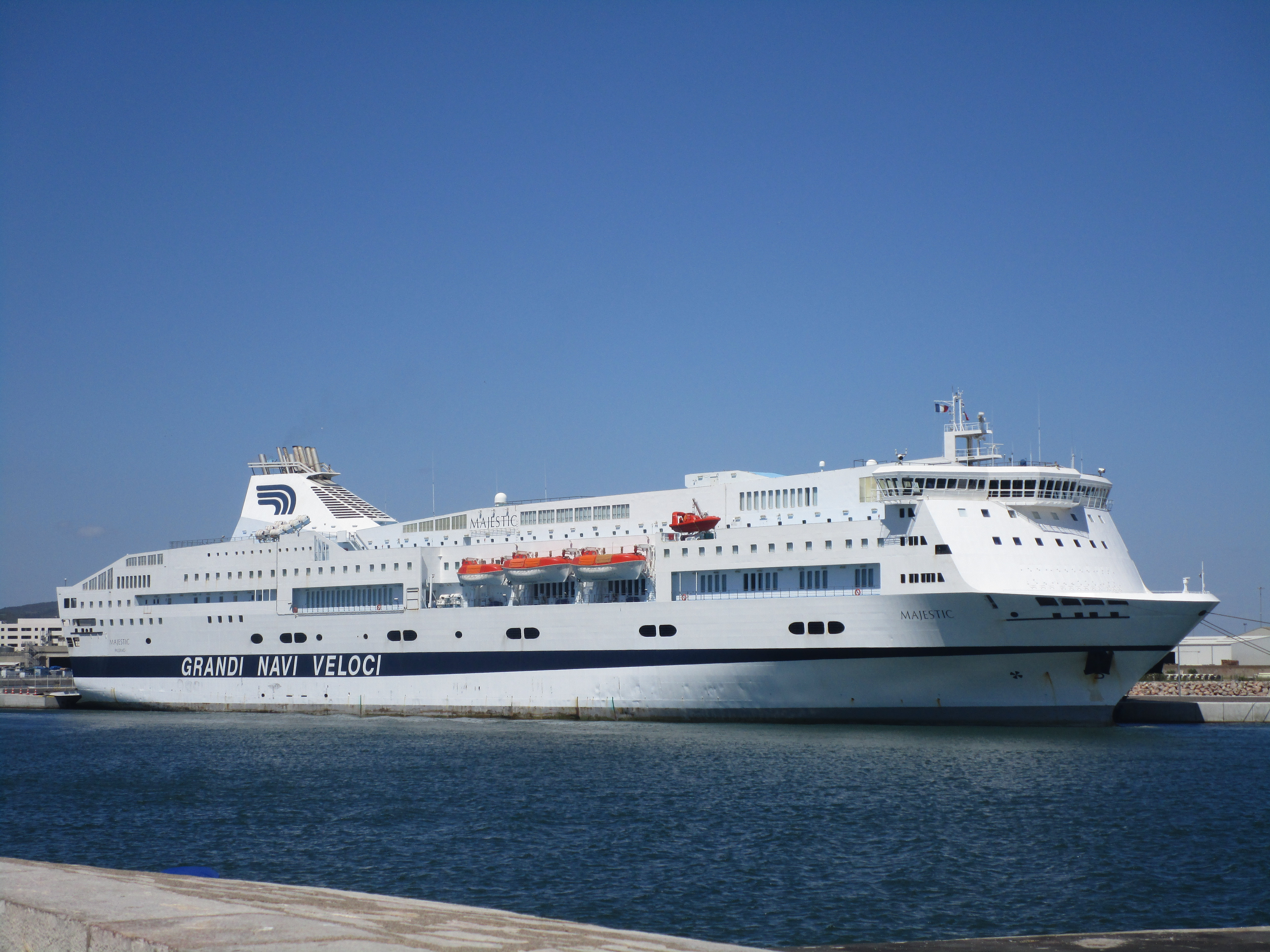
De Majestic van GNV op de verbinding Sète-Nador.

Nador heeft ook een drukke ferry-terminal. Vanuit Nador zijn er dagelijks een aantal afvaarten naar Almería in Spanje (zie Haven van Almería).
Voor de passagiers zonder voertuig zijn er verhoogde en overdekte voetgangers-viaducten naar de passagiers-terminal zodat de voetgangers geen last hebben van de voertuigen en vice-versa. De totale lengte van de kades voor de roroveerboten bedraagt 600 meter.
Tussen Nador en Almería zijn er diverse afvaarten per dag van de maatschappijen Trasmediterránea en Naviera Armas. De rederij GNV biedt eenmaal per week een verbinding met Sete in Frankrijk

## Spoor en wegen
In 2009 werd de spoorlijn Taourirt naar Nador opgeleverd. Deze lijn loopt na Nador door tot Beni Ansar Ville en ten slotte Beni-Ansar HAVEN. Het station ligt op loopafstand van de passagiers-terminal. Vanaf Beni-Ansar Port biedt de ONCF verschillende treinen per dag naar Fez, Rabat, Casablanca en Marrakesh.
Vanaf de haven biedt de N19 verbinding met Nador en vanaf daar zijn er diverse routes naar het achterland. Daarnaast zijn er plannen om een nieuwe snelweg te maken vanaf Taorirt naar Nador. Deze snelweg moet dan in Taourirt aansluiting bieden op de A6: Fez-Oujda snelweg